# Евсеев, Валерий Петрович
Валерий Петрович Евсеев (4 апреля 1944, Белебей, Башкирская АССР — 24 ноября 2012, Москва) — советский и российский журналист, в 2000—2006 гг. главный редактор газеты «Вечерняя Москва».

## Краткая биография
В 1967 г. окончил факультет журналистики МГУ. В 1967—1970 гг. работал редактором газеты «Студенческий меридиан» (Целиноград), в 1971—1976 гг. — первым заместителем ответственного секретаря журнала «Советские профсоюзы», в 1976—1983 гг. — заведующий отделом фотоочерка и репортажа журнала ЦК ВЛКСМ «Смена». Затем перешёл в «Правду» в качестве специального корреспондент газеты (1983—1986). В 1988—1991 гг. стал первым заместителем главного редактора газеты «Московская правда».
Наиболее заметный вклад внёс в становление и развитие газеты «Вечерний клуб», где проработал главным редактором с 1991 по 2000 гг. В это время с ней сотрудничали Юрий Никулин, Александр Борщаговский, Мариэтта Чудакова и Юрий Нагибин. В 2000—2006 гг. главный редактор газеты «Вечерняя Москва». После этого трудился в Издательском Доме «Журналист», первоначально вёл рубрику «Профессия» в журнале «Журналист», затем стал заместителем главного редактора журнала.
Был действительным членом Международной академии информатизации, членом Президиума Союза журналистов Москвы. Автор нескольких публицистических книг.
Умер в 2012 году. Похоронен на Троекуровском кладбище.

## Премии и награды
- Медаль ордена «За заслуги перед Отечеством» II степени (6 октября 1997 года)[6]
- Медаль «За освоение целинных земель»
- Медаль «За укрепление боевого содружества» (Минобороны России)
- Медаль «В память 850-летия Москвы» (1997)
- Премия Союза журналистов СССР
- Премия Союза журналистов России
- Премия Академии художеств за заслуги в освещении вопросов изобразительного искусства на страницах «Вечерней Москвы» (2001)
- Победитель Всероссийского профессионального конкурса Союза журналистов России в разряде «ЗА ЖУРНАЛИСТСКОЕ МАСТЕРСТВО» за цикл публикаций «Корпоративная летучка» (2009)
- Благодарность Министра культуры и массовых коммуникаций Российской Федерации (21 декабря 2004 года) — за сохранение и приумножение лучших традиций отечественной культуры и в связи с 75-летием Центрального Дома работников искусств[7]

## Публикации
- Письма к Еве. М.: Издательский дом «Журналист», 2014[8]

## Память
- Журнал «Журналист» ежегодно проводит профессиональный творческий конкурс «Журналистская Россия» имени Валерия Евсеева[9]